# Токарево (Харовский район)
Токарево — деревня в Харовском районе Вологодской области.
Входит в состав Разинского сельского поселения, с точки зрения административно-территориального деления — в Разинский сельсовет.
Расстояние по автодороге до районного центра Харовска — 38 км, до центра муниципального образования Горы — 3 км. Ближайшие населённые пункты — Палкинская, Дедевка, Дор, Лапиха, Костино, Первая Малая, Пундуга.
По переписи 2002 года население — 9 человек.